# Anne Paugam
Pour les articles homonymes, voir Paugam.
Anne Paugam, née le 25 octobre 1966 à Grenoble, est une haute fonctionnaire puis diplomate française.
Elle a occupé le poste de directrice générale de l'Agence française de développement du 3 juin 2013 au 1er juin 2016. De 2016 à 2019, elle est ambassadrice de France en Suisse.

## Biographie
Anne Paugam, diplômée de l’Institut d'études politiques de Paris (section service public, options Économie et Relations internationales, major de promotion) en 1993, ancienne élève de l’ENA, promotion Léon Gambetta (1993), est nommée inspectrice des finances en 1994.
Elle rejoint la Banque mondiale via le Young Professionnals’ Program en 1997, où elle travaille d’abord à la vice-présidence Asie du Sud-Est, puis intègre l’équipe de l’Infrastructure Sector Unit (Urban Group Europe and Central Asia region), à Washington. À partir de 1999, elle exerce les fonctions de Senior Public Sector Specialist pour la Banque mondiale à Rabat, au Maroc jusqu’en 2001. Elle y est chargée d’accompagner des projets de réforme du secteur public marocain et notamment des initiatives des responsables marocains en matière de simplification et de déconcentration de la gestion des budgets des ministères.
Anne Paugam est alors nommée au cabinet de Charles Josselin au ministère délégué à la coopération et à la francophonie, comme conseillère technique puis directrice adjointe, de septembre 2001 à mai 2002. Elle y est chargée des questions relatives au financement du développement (CICID de février 2002 sur l’approfondissement de la réforme de la politique de coopération et sur le financement du développement ; Conférence internationale de Monterrey sur le financement du développement en mars 2002).
Elle rejoint l'Agence française de développement en 2002, dirigée alors par Jean-Michel Severino. Elle y crée le service chargé de la programmation et du pilotage stratégique qu’elle dirige jusqu'en 2004. Puis elle prend la direction du département du développement humain (finançant les projets dans les secteurs éducation, formation professionnelle et santé) à la direction des Opérations jusqu’en 2007. Secrétaire générale adjointe de 2007 à 2008, Anne Paugam devient secrétaire générale. À ce titre et jusqu’en 2010, elle est membre du comité exécutif, chargée du budget, des moyens, des finances et des risques de l’institution financière.
De 2010 à 2013, elle est inspectrice générale référente pour le développement à l’Inspection générale des finances, où elle conduit un dialogue régulier avec les administrations chargées de la politique bi- et multilatérale de l’aide sur les questions d’aide publique au développement. Elle y a notamment piloté des missions sur des sujets internationaux, notamment sur les enjeux de l'aide, et a participé au rapport réalisé à la demande du Parlement sous la présidence de la conseillère d’État, Christine Maugüé, sur les opérateurs français d’expertise publique à l’international.
En juin 2013, elle  succède à Dov Zerah au poste de directrice générale de l'Agence française de développement. Elle est la première femme à diriger l’opérateur pivot français de l’aide publique au développement. Rémy Rioux lui succède le 2 juin 2016.
Elle est nommée ambassadrice extraordinaire et plénipotentiaire auprès du gouvernement suisse à Berne en octobre 2016. Elle quitte ce poste en 2019.

## Autres activités
À titre personnel, Anne Paugam a contribué à diverses réflexions, notamment au rapport sur la coopération publié par la fondation Terra Nova en 2011.

## Décorations
- Chevalière de la Légion d'honneur. Elle est faite chevalière le 12 juillet 2013[17].